# Tirà gegant
El tirà gegant (Tyrannus cubensis) és una espècie d'ocell passeriforme de la família dels tirànids. Habita a Cuba. Abans estava també present en Great Inagua i a les Illes Caicos. El nom específic cubensis significa ‘cubà’.